# Tour de Romandía 1970
La 24.ª edición del Tour de Romandía se disputó del 6 de mayo al 10 de mayo de 1970 con un recorrido de 707,5 km dividido en un prólogo inicial y 5 etapas, con inicio en Ginebra y final en Lausana.
El vencedor fue el sueco Gösta Pettersson, cubriendo la prueba a una velocidad media de 37,6 km/h.

## Etapas[1]
| Etapa   | Recorrido                       | Km   | Ganador          |
| Prólogo | Ginebra                         | 4,3  | ¿?               |
| 1.ª     | Ginebra-Ovronnaz                | 180  | Desire Letort    |
| 2.ª     | Ovronnaz-Les Diablerets         | 129  | Franco Bitossi   |
| 3.ª     | Les Diablerets-Estavayer-le-Lac | 258  | Vittorio Adorni  |
| 4.ªa    | Estavayer-le-Lac-Lausana        | 93,2 | Dino Zandegù     |
| 4.ªb    | Lausana                         | 43   | Gösta Pettersson |

## Clasificaciones
Así quedaron los diez primeros de la clasificación general de la segunda edición del Tour de Romandía
| \| 1. \| Gösta Pettersson \| Suecia \| 18h48'31" \| \| \| 2. \| Davide Boifava \| Italia \| + 14" \| \| \| 3. \| Joop Zoetemelk \| Países Bajos \| + 1'40" \| \| \| 4. \| Rudi Altig \| Alemania \| + 2'27" \| \| \| 5. \| Mauro Simonetti \| Italia \| + 2'40" \| \| \| 6. \| Roberto Poggiali \| Italia \| + 3'05" \| \| \| 7. \| Lucien Van Impe \| Bélgica \| + 3'16" \| \| \| 7. ex aequo \| Ugo Colombo \| Italia \| + m.t. \| \| \| 9. \| Wladimiro Panizza \| Italia \| + 3'23" \| \| \| 10. \| Martin Vandenbossche \| Bélgica \| + 3'39" \| \| |                      |              |           |  |
| 1. | Gösta Pettersson     | Suecia       | 18h48'31" |  |
| 2. | Davide Boifava       | Italia       | + 14"     |  |
| 3. | Joop Zoetemelk       | Países Bajos | + 1'40"   |  |
| 4. | Rudi Altig           | Alemania     | + 2'27"   |  |
| 5. | Mauro Simonetti      | Italia       | + 2'40"   |  |
| 6. | Roberto Poggiali     | Italia       | + 3'05"   |  |
| 7. | Lucien Van Impe      | Bélgica      | + 3'16"   |  |
| 7. ex aequo | Ugo Colombo          | Italia       | + m.t.    |  |
| 9. | Wladimiro Panizza    | Italia       | + 3'23"   |  |
| 10. | Martin Vandenbossche | Bélgica      | + 3'39"   |  |